# Cakile edentula
Cakile edentula – gatunek rośliny jednorocznej, rzadko bylina, z rodziny kapustowatych (Brassicaceae). Występuje na wybrzeżach północnoamerykańskich, jako gatunek zawleczony także w Japonii oraz w Australii. Rośnie w wąskim pasie wybrzeża w zróżnicowanych strefach klimatycznych – od warunków arktycznych po obszar południową Kalifornię, także na piaszczystych plażach Wielkich Jezior.

## Morfologia
PokrójNaga, silnie rozgałęziona roślina, zwykle zwarta.
ŁodygaWzniesiona lub pokładająca się, silnie rozgałęziona, osiągająca do 80 cm wysokości.
LiścieSkrętoległe o blaszce liściowej podłużnie owalnej lub łopatkowatej, na brzegu ząbkowanej lub nieco zatokowo wrębnej, lecz nigdy nie pierzasto podzielonej.
KwiatyZebrane są w gęste grona na końcach rozgałęzień pędu osiągające do 20 cm długości. Kwiaty i owoce wyrastają na szypułkach o długości 2–8 mm. Cztery działki kielicha osiągają 3,5–5 mm, płatki korony mają 5–10 mm długości. Płatki mają kolor od białego do jasnoliliowego.
OwoceMięsista, 4- lub 8-groniasta i dwuczęściowa łuszczyna cylindryczna o długości od 12 do 29 mm i szerokości 3–9 mm.
Gatunki podobneSpokrewniony i podobny gatunek europejski – rukwiel nadmorska różni się obecnością dwóch rożków w dolnej części owocu i zaokrągloną górną częścią owocu, liście są często silnie podzielone.

## Systematyka
Rodzaj rukwiel najbliżej spokrewniony jest z rodzajem Erucaria. Zważywszy na rozmieszczenie gatunków rukwieli, rodzaj wyewoluował najprawdopodobniej już po zamknięciu Morza Tetydy w pliocenie. Rukwiel mogła należeć do jednych z pierwszych kolonizatorów brzegów morskich podczas ustępowania zlodowaceń.

### Zmienność
W obrębie gatunku Cakile edentula wyodrębnia się dwa podgatunki różniących się budową owoców:
- ssp. edentula – podgatunek nominatywny występuje na wybrzeżu pacyficznym i atlantyckim Ameryki Północnej (na południu po Karolinę Północną) oraz na Azorach[6]. Ma owoc w górnej części czworoboczny[4].
- ssp. harperi (Small) Rodman – występuje na wybrzeżu atlantyckim w południowo-wschodniej części USA – od Karoliny Północnej po Florydę. Podgatunek ten ma owoc w górnej części ośmiogroniasty[4].

Nad Wielkimi Jeziorami Północnoamerykańskimi występuje odmiana lacustris Fernald, Rhodora. 24: 23. 1922 o owocach w górnej części czworobocznych.
Takson o cechach pośrednich między C. edentula i europejskim C. maritima występujący na Islandii oraz w arktycznej części Europy opisany został zarówno jako C. edentula ssp. islandica (Gand.) A. & D. Löve, jak i C. maritima ssp. islandica (Gand.) Hyl. ex Elven. Występuje na wybrzeżach Islandii, Wysp Owczych, północnej Norwegii i północno-zachodniej Rosji, po brzegi Morza Białego. Rośliny o cechach nawiązujących do tego taksonu (niemal całobrzegie liście, brak bocznych rożków na owocu) znajdowano także w północnej części Wysp Brytyjskich.

## Biologia i ekologia
U tego gatunku stwierdzono możliwość rozpoznawania spokrewnionych roślin – w uprawie pojemnikowej rośliny rozbudowywały mniej konkurencyjny system korzeniowy w sąsiedztwie rodzeństwa.